# Joanne Kyger
Joanne Kyger (née le 19 novembre 1934 et morte le 22 mars 2017 à Bolinas) est une poétesse américaine reconnue pour avoir fait partie des mouvements de la Beat Generation, des hippies ainsi que de la propagation du bouddhisme zen aux États-Unis,.

## Biographie
Joanne Kyger est née en 1934 à Vallejo en Californie. 
Elle fait ses études universitaires à Santa Barbara avant de s'installer à San Francisco en 1957. À San Francisco, elle découvre la scène de poésie locale avec Jack Spicer et Robert Duncan.
Elle rencontre Gary Snyder à San Francisco en 1958 et le rejoint au Japon en 1960. Ils sont mariés dès son arrivée. En 1962, Joanne Kyger, Gary Snyder, Allen Ginsberg et Peter Orlovsky partent faire le pèlerinage du dharma en Inde, où Kyger rencontre le Dalai Lama. Elle décide de quitter le Japon et retourne aux États-Unis en 1964, année au cours de laquelle Kyger et Snyder se séparent.  
Son premier livre, The Tapestry and the Web, paraît en 1965.
Elle vit à Bolinas en Californie à partir de 1968.
Elle meurt le 22 mars 2017 d'un cancer du poumon à l'âge de 82 ans.
Appartenant à la Beat Generation, Joanne Kyger fut à cette époque surnommée "Miss Kids”, car elle appelait les gens “Kids” (Enfants).

## Publications
- (en) Just Space: Poems 1979-1989, Black Sparrow Press, 1991.  (ISBN 0876858345)
- (en) The Japan and India Journals, 1960-1964, Tombouctou Books, 1981, réédité sous le titre de Strange Big Moon: The Japan and India Journals: 1960-1964, North Atlantic Books, 2000.  (ISBN 978-1556433375).
- (en) As Ever, Selected Poems, Penguin, 2002.  (ISBN 1417704527)
- (en) About Now: Collected Poems, National Poetry Foundation, 2007.  (ISBN 978-0943373720)